# Ludwig Alene
Ludwig Alene, schuilnaam van Walter Strobbe (Sint-Kruis, 16 maart 1935 - Gent, 8 augustus 2007), was een Vlaams dichter en toneelschrijver, die zowel als West-Vlaming en als Oost-Vlaming gecatalogeerd werd.

## Levensloop
Na zijn jeugd in Sint-Kruis bij Brugge te hebben doorgebracht, verhuisde hij in de jaren 1950 naar Gentbrugge en in 1960 naar Gent, waar hij vaak verhuisde, tussen 1963 en zijn dood: Koningin Elisabethlaan, Tennisbaanstraat, Verenigde Natieslaan, Martelaarslaan, Sint-Denijslaan, Voskenslaan, Koning Boudewijnstraat, Knokkestraat. Beroepshalve was hij bediende bij een vakbond.
Alene opteerde voor het gebruik van een gewone, begrijpelijke taal, en hiermee in tegen het experimentalisme van de vijfenvijftigers. De belangrijkste inspiratiebronnen in zijn poëzie waren de erotiek en in zijn latere jaren het maatschappelijke en persoonlijke verval.

## Publicaties
- Debuut: gedichten in de tijdschriften Cyanuur (1955), De Vlaamse Gids, Nieuw Vlaams Tijdschrift en Dietsche Warande & Belfort.
- Diepgevroren, dichtbundel, 1966.
- Moments and situations & Vingers, dichtbundel, 1970, literaire prijs van de stad Gent voor poëzie 1973.
- Averij, dichtbundel, 1976, prijs voor poëzie van de provincie Oost-Vlaanderen.
- Lettertekens, dichtbundel, Poëziecentrum, Gent, 2005.